# 金昭希 (歌手)
金昭希（：／ Gim So Heui，1995年1月20日—），韓國女藝人，LTE娛樂旗下女子組合C.I.V.A、LOEN娛樂旗下女子組合I.B.I成員，現為n.CH娛樂旗下藝人，為前NATURE成員之一。

## 經歷

### 《PRODUCE 101》、限定女團C.I.V.A、I.B.I
- 高一時為參加JYP娛樂的2010年公開選秀，曾與歌手河成雲一起練習過一個多月，兩人是關係要好的朋友[2]。
- 2015年，昭希參加了Mnet大型女團選秀節目《PRODUCE 101》，其甜美可愛的形象讓她受到不少觀眾喜愛，在激烈的淘汰壓力下讓她走到了最後一集，雖沒有入選為出道成員，但為她取得了許多其他演出機會，最終排名第15名。
- 2016年5月，《PRODUCE 101》結束後不久，昭希參加了由音樂人李尚民、卓在勳共同企劃的紀錄型綜藝節目《音樂之神2》，並在7月7日與尹彩暻、李秀敏組成節目衍生出來的團體C.I.V.A，推出主打曲《왜 불러》（原唱DIVA）。[3][4][5]
- 8月18日，昭希與尹彩暻、韓慧里、李海印、李秀炫正式以女團I.B.I一員的身分展開活動[6]，主打曲〈몰래 몰래〉。[7]

### 個人出道
- 2017年11月8日，發行了她的首張迷你專輯《The Fillette》，同日並舉辦了Showcase[8]，正式以Solo歌手身分出道。Fillette是法語的少女之意，《The Fillette》表達了昭希想說的故事和情感。
- 2019年7月11日，Music Works公告昭希合約期滿不續約。[9]

### 加入女團NATURE
- 2019年10月8日，與n.CH娛樂簽訂了專屬合約，將加入NATURE。[10][11]

## 音樂作品

### 迷你專輯
| 專輯 | 專輯資料                                                              | 曲目 |
| 1st  | 《The Fillette》 - 發行日期：2017年11月8日 - 語言：韓語 - 銷量：3,764 | 曲目 1. 뜸（So Hot） (Feat. Olltii) 2. 소복소복（SobokSobok）(Feat. Yezi of FIESTAR) 3. 같은 달（Same Moon） 4. O&A 5. 뜨거웠음 해（(Wish You Loved Me) ） 6. 소복소복-inst.（SobokSobok-inst.) |

### 數位單曲
| 年份   | 歌曲                            | 歌手               | 備註                          |
| 2015年 | PRODUCE 101 - Pick Me           | PRODUCE 101        | 《PRODUCE 101》練習生合作作品 |
| 2016年 | PRODUCE 101 - In the Same Place | Girls on Top       | 《PRODUCE 101》練習生合作作品 |
| 2016年 | 偶然的事                        | 金昭希、宋有彬     | 打架吧鬼神 OST Part 3         |
| 2016年 | Navigation                      | 金昭希             | 購物王路易 OST                |
| 2017年 | Will You Love Me                | GB9 & 金昭希       | 金科長 OST Part.4             |
| 2017年 | Oh! My God!                     | 金昭希             | 再次重逢的世界 OST Part.5     |
| 2020年 | 喜歡                            | 金昭希、So Soo Bin | 愛的迫降 OST Part.9           |

## 影音作品

### MV
| 年份   | 發佈日期 | 歌曲名稱                                      |
| 2016年 | 8月1日   | 偶然的事（打架吧鬼神 OST Part 3）             |
| 2016年 | 11月9日  | Navigation（購物王路易 OST）                  |
| 2017年 | 11月8日  | 소복소복（SobokSobok）(Feat. Yezi of FIESTAR) |

## 影視作品

### 電視劇
| 年份 | 電視台 | 劇名       | 角色 | 性質     |
| 2023 | tvN    | 神聖的偶像 | 麗芝 | 特別出演 |

## 綜藝作品
| 出演年份/日期                 | 電視台 | 節目名稱                 | 性質       |
| 2016年1月22日-4月1日          | Mnet   | 《PRODUCE 101》          | 參賽者     |
| 2016年5月5日-7月7日           | Mnet   | 《音樂之神2》            | 固定出演者 |
| 2016年7月15日                 | Mnet   | 《連線好朋友 I.O.I》     | 嘉賓       |
| 2016年8月6日                  | JTBC   | 我要開動了               | 嘉賓       |
| 2016年8月18日、9月1日、9月8日 | Mnet   | 看見你的聲音第三季       | 嘉賓       |
| 2016年10月8日-11月12日        | JTBC   | Hello I.B.I              | 固定出演者 |
| 2017年3月16日、5月11日        | Mnet   | 看見你的聲音第四季       | 嘉賓       |
| 2017年4月1日                  | JTBC   | Sing For You             | 嘉賓       |
| 2017年5月5日                  | Mnet   | 《PRODUCE 101 (第二季)》 | 特别MC     |
| 2017年5月29日-6月25日         | KBS    | 《偶像戲劇工作團》       | 固定出演者 |

## 廣告
| 年份   | 品牌名稱                        | 合作藝人       |
| 2016年 | General Mills FRUIT BY THE FOOT | 金岱妮、尹彩暻 |
| 2016年 | Woman Stalk-C.I.V.A篇           | C.I.V.A        |